# Complesso monumentale di San Francesco
Il complesso monumentale di San Francesco si trova a Cuneo e comprende l'ex convento e l'annessa ex chiesa. Esso è stato classificato come monumento nazionale e rara testimonianza architettonica di epoca medievale in città.

## Storia
In questo luogo, già a partire dal XIII secolo, si insediarono i frati francescani; dal XV secolo il Complesso diventò un importante punto di riferimento per tutta la cittadinanza cuneese e le famiglie nobili parteciparono con ingenti donazioni all'abbellimento e all'ampliamento della struttura.

Più tardi, l'esercito di Napoleone si impossessò dell'edificio, cacciò i frati ed utilizzò chiesa e convento come caserma e guarnigione militare; gli arredi sono dispersi in altri edifici religiosi o venduti. Dopo alterne vicende e diversi cambiamenti d'uso, dal 1980 l'intero complesso è utilizzato come luogo di attività culturali ed ospita la sede del Museo Civico.

## Chiesa
Già verso la fine del XIII secolo una prima cappella fu fatta costruire dai francescani, in seguito un nuovo ed ampio monumento di culto fu edificato nel cuore storico di Cuneo nei primi anni del Quattrocento. Famiglie e compagnie legate ai confratelli iniziarono subito ad acquistare il patronato degli altari e a far decorare le cappelle; così, nel 1583, monsignor Gerolamo Scarampi vide un edificio ricco e compiuto, con altari decorati da icone sacre e cappelle affrescate.

Nel Seicento venne ricostruito il porticato del chiostro, vennero affrescate le lunette con Storie di San Francesco e nella chiesa furono aggiunte alcune cappelle in tipico stile barocco.

Con la fine del Settecento si aprì il periodo più travagliato per il monumento: dopo forti rimaneggiamenti il governo napoleonico lo adibì a quartiere militare. In questo periodo vennero dispersi molti dei preziosi arredi interni al monumento e al vicino convento, che venne definitivamente abbandonato dai frati minori francescani nel 1851, anno di soppressione della comunità conventuale. Più tardi, il distretto militare cuneese instaurerà la propria sede nel chiostro del convento, utilizzando la chiesa come deposito.

Nel 1928-1929 furono eseguiti i primi restauri della facciata; il Comune acquistò l'edificio nel 1967 provvedendo immediatamente ad un generale lavoro di risistemazione e di risanamento. Negli anni Settanta e Ottanta l'amministrazione cittadina finanziò nuovamente altri interventi di recupero e di scavo archeologico.

La chiesa di San Francesco è ora fruibile a seguito di una lunga serie di lavori di ristrutturazione e di restauro, iniziati nel 2009, realizzati grazie al generoso contributo della Fondazione Cassa di Risparmio di Cuneo e diretti dalle soprintendenze per i beni architettonici, per i beni storico artistici e per i beni archeologici del Piemonte.

### Facciata
Una vicenda complessa, protrattasi per mezzo secolo, segna la sistemazione della facciata del monumento.

Nel 1481 i fratelli Zabreri di Pagliero consegnarono il portale in pietra con gli stemmi cittadini, tuttora visibili. Pochi anni dopo venne aggiunta una serie di elementi decorativi in terracotta per rifinire le cornici superiori e i pinnacoli. In seguito vennero inseriti dei cherubini e delle candelabre, visibili nella parte superiore della struttura. Si ipotizza, inoltre, che un tempo vi fosse una lunetta al di sopra del portone, contenente un bassorilievo raffigurante una Madonna in trono o lo stesso San Francesco.

La controfacciata mette in mostra l'affresco di una Madonna col Bambino, presumibilmente della prima metà del XVIII secolo, riemerso sotto lo scialbo in seguito ai restauri condotti alla fine degli anni Ottanta e occupante una superficie complessiva di 160 x 183 cm. L'opera è attribuibile al pittore monferrino Guglielmo Caccia detto il Moncalvo, a cui si deve anche la più celebre Natività della Vergine, ora presso la sede della Fondazione Cassa di Risparmio di Cuneo.

La facciata è stata oggetto di un complessivo intervento di restauro nei primi anni del 2000.

### Scavi archeologici
L'interno della chiesa è diviso in tre navate: la sezione laterale sinistra lascia a vista una parte degli scavi archeologici, fruibile mediante un percorso a passerella in vetro. Un approccio attivo e coinvolgente rende visibili i resti della Chiesa più antica, evidenziando il punto di giunzione fra le due costruzioni lungo l'attuale muro perimetrale. Il recente scavo in estensione dell'edificio ha rilevato la presenza di due pavimentazioni in cocciopesto e malta, riferibili a due diverse fasi di vita dell'impianto trecentesco, e di numerose tombe a cassa, esternamente alla muratura a sud della Chiesa, alcune con arredi e cappelle fuori terra e riparate da un porticato.

Oltre alle numerosissime sepolture relative all'impianto dell'edificio del primo Quattrocento, altre novità sono emerse in corrispondenza dell'abside maggiore della Chiesa attuale, fulcro da cui prese avvio la ricostruzione del complesso nel primo decennio del XV secolo, con il ritrovamento di un impianto per la fusione delle campane. Un allestimento artigianale analogo, di epoca più tarda, è stato riportato alla luce nella navata centrale, vicino alla facciata. L'indagine ha anche restituito, nelle cappelle laterali del Seicento, molteplici tombe di famiglia, in fase di studio.

### Ciclo pittorico
I recenti restauri dell'apparato decorativo hanno permesso di completare il discorso figurativo, condotto in precedenza da Pietro da Saluzzo con le sue Storie della Passione, raffigurate nel 1472 sul soffitto della “Cruciata”, dedicata alla Confraternita di Santa Croce.

A queste si aggiungono il San Francesco e il San Bartolomeo, recuperati nel sottarco della seconda cappella a sinistra, dedicata ai Santi Innocenti, da ricondurre alla prima maniera di Pietro da Saluzzo, come per i lacerti raffiguranti un San Michele e un santo vescovo, sul secondo pilastro della navata sinistra.

La quinta cappella della navata destra, dedicata a San Bonaventura, è affrescata con i Dottori della Chiesa, ritratti in studioli arredati con seggi, mobili e accessori. Lo stile è quello di un Pietro da Saluzzo più tardo, al quale si affianca la personalità di un altro pittore, cui sono riferibili particolari precedentemente non riscontrati nella bottega dei Pocapaglia. A quest'ultima sono attribuibili le decorazioni a motivi geometrici policromi, riemerse dalle volte della navata maggiore e della cappella del nome di Gesù, la quarta della navata destra.

Infine, sulla parete sinistra della cappella sotto al campanile è stato recuperato un riquadro affrescato, sormontato da un angelo accanto a una torre. All'interno vi è una serie di quadrilobi disposti a semicerchio con al centro Cristo Benedicente ed ai lati alcuni santi con filatteria, mentre, in basso, vi è un santo vescovo in una nicchia quadrilobata affiancata da un'altra figura. Lo stile dell'opera rimanda al gotico lineare dei primi anni del XV secolo.

### Arredi
Un tempo, l'abside terminale ospitava il celebre crocifisso quattrocentesco, di cui ora è presente il calco in gesso su croce in legno massello.

Nel pavimento, ricoperte da vetrate, si possono vedere due delle lapidi celebrative che nel Seicento furono commissionate e introdotte nella Chiesa dalle famiglie Corvo e Malopera, notabili del tempo.

Nella navata sinistra, è visibile l'epigrafe sepolcrale e celebrativa di Massimiliano Corvo, del 1623.

Davanti alla cappella Mocchia, l'ultima della navata destra, è ubicato a terra il monumento funebre del cavaliere gerosolimitano Gasparre Malopera, creato fra il 1547 e il 1678.

#### Crocifisso
Nell'abside della Chiesa risalta il calco dell'imponente crocifisso di metà Quattrocento, il cui originale, conservato nella Chiesa parrocchiale di Borgo San Giuseppe, fu rinvenuto durante la campagna di catalogazione promossa nel 2005 dalla Conferenza Episcopale Italiana.

Il crocifisso ligure della metà del XV secolo, durante il XVII secolo, quando si rese necessario rifare l'altare e il tabernacolo, fu trasferito nella cappella della Cruciata, sulla navata destra; in seguito alle soppressioni napoleoniche venne spostato nel vicino Ospedale di Santa Croce, prima nella cappella e poi nelle corsie, dove rimase fino al 1961, anno in cui venne trasportato nella nuova parrocchia sulla sponda del Gesso.

La dettagliata descrizione dei particolari anatomici del Cristo morente producono un forte potere evocativo ed evidenziano una ricerca discreta ma precisa del pathos, da parte dello scultore Giacobino d'Ormea.

#### Lapide di Massimiliano Corvo
La lapide sepolcrale e celebrativa del capitano Massimiliano Corvo, completa di stemma e fregi araldici, è datata al 1623. Il monumento, di proprietà civica, è in marmo scolpito e inciso e occupa uno spazio di 134 x 70 cm. È inoltre presente il seguente epitaffio, in traduzione: “A Dio Grandissimo – Al prefetto dei cavalieri Massimiliano Corvo sotto il serenissimo principe Sabaudo in Busca, morto durante il governatorato a 77 anni il 17 gennaio, affidandosi alla sicurezza di Dio, Sebastiano non diverso da lui pose nell'anno 1623”.

Sopra la scritta si nota lo scudo, sagomato e accartocciato, con l'immagine del corvo e sormontato da un elmo con cimiero che raffigura un guerriero, avente la spada nella destra, sovrastata dal motto: si fatta sinant, mentre ai lati, nei cartigli, si legge: in domino confido e spes mea Deus.

L'opera è stata ricollocata nella posizione originaria: il calpestio della cappella delle famiglie Corvo e Rabbia (la quarta della navata sinistra), che ospita anche la sepoltura del capitano.

#### Lapide di Gasparre Malopera
La lapide sepolcrale e celebrativa del cavaliere gerosolimitano Gasparre Malopera, dedicata dai fratelli Claudio e Giorgio e reimpiegata nel 1678 dalle famiglie Mocchia e Malopera unite in matrimonio, è datata fra il 1547 e il 1678. Il monumento, di proprietà civica, è in marmo scolpito e inciso e occupa uno spazio di 164 x 89,5 cm.

Nella sezione inferiore si vede lo scudo, sagomato e accartocciato, con l'epigrafe, che si legge, in traduzione: “Alle famiglie Mocchia e Malopera, che ebbero in comune il matrimonio, in comune il tumulo, nell'anno del Signore 1678. A Gasparre Malopera, cavaliere gerosolimitano, all'ottimo fratello, dedicarono Claudio senatore e duca e Giorgio, nell'anno 1547. Visse ventotto anni.”, e sorretto da due putti alati, in piedi su due scudi con l'arma della famiglia; il tutto è sormontato da una rosa a cinque petali e dal cartiglio con la scritta victor et triumphator.

La sezione superiore venne aggiunta nel reimpiego del 1678 e reca lo scudo (sormontato dalla corona comitale) con le armi delle due famiglie riunite: a sinistra i Malopera distinti da leoni coronati che si alternano a bande accompagnate da due stelle, a destra i Mocchia distinti da bande alternate, dal vero d'azzurro e d'argento.

L'opera è stata ricollocata nella posizione originaria: il calpestio davanti al muro terminale sinistro della cappella Malopera, nella navata destra.

## Museo Civico
Il Museo Civico di Cuneo ha sede presso il Complesso monumentale di San Francesco, a seguito del trasferimento dal Palazzo Audiffredi in via Cacciatori delle Alpi intorno al 1980 e presenta un percorso che parte dalle più antiche testimonianze della preistoria per giungere a quelle di età moderna, raccontando al visitatore la storia del territorio.

Il Museo, inoltre, ospita una ricca biblioteca specialistica, aggiornata su tutte le tematiche riguardanti i beni culturali, e anche gli archivi topografici, cartografici e fotografici, tra cui il Fondo Vacchetta ed il Fondo Scoffone.

La maggior parte del materiale che oggi costituisce il patrimonio dell'istituzione cittadina è stato raccolto per iniziativa del professor Euclide Milano, dalla prima metà del Novecento, grazie al contributo di privati e di autorità civili e religiose.
Attualmente i percorsi interni del Museo si dividono in cinque sezioni.